# 全缘五叶参
全缘五叶参（学名：Pentapanax leschenaultii var. forrestii）为五加科五叶参属五叶参的变种。分布于中国大陆的云南等地，生长于海拔2,500米至3,400米的地区，多生在森林中，目前尚未由人工引种栽培。